# Радужница финская
Радужница финская (лат. Donacia fennica) — вид жуков-листоедов из подсемейства радужниц. Распространён в Северной Европе и Сибири. Жуки питаются на листьях тростянки овсяницевидной.
Имаго длиной 8—10 мм. Переднеспинка и надкрылья коричнево-бурые. Данный вид характеризуется следующими признаками:
- вершины надкрылий косо обрезаны;
- срединная бороздка переднеспинки неглубокая.